# Реквием по монахине
«Реквием по монахине» (англ. Requiem for a Nun) — роман американского писателя Уильяма Фолкнера, впервые опубликованный в 1951 году. Часть «Саги Йокнапатофы».

## Сюжет
Действие романа происходит в вымышленном округе Йокнапатофа (штат Миссисипи), в городе Джефферсон. Его героини — Темпл Стивенс (в девичестве Дрейк), действовавшая в романе «Святилище», и негритянка Нэнси, которая задушила шестимесячного ребёнка Стивенс.

## Создание и оценки
Идеи, воплощённые в «Реквиеме по монахине», появились у Фолкнера ещё в 1933 году, но были надолго отложены. В 1950 году писатель начал работу над пьесой, в первой сцене которой судят за убийство негритянку Нэнси (прежде она появлялась в рассказе «Когда наступает ночь»). Фолкнер написал три акта, а после этого начал работу над большими прозаическими вступлениями к каждому из них. Первое представляет собой историю джефферсоновского суда, второе — историю Капитолия в столице штата, третье — историю тюрьмы в Джеферсоне. Впоследствии Фолкнер так объяснил необычную структуру: «История этих людей укладывалась в жёсткий, простой диалог. Остальное — я не знаю, как назвать эти интермедии, предисловия, преамбулы, — было необходимо, чтобы создать эффект контрапункта, который бывает при оркестровке. Мне казалось, что, когда жёсткий диалог будет противостоять чему-то несколько абстрактному, он станет острее, более эффективным. Это не было экспериментированием, просто мне казалось, что это самый эффективный способ рассказать эту историю». «Это не пьеса, а нечто вроде романа», — уточнил писатель.
«Реквием по монахине» был написан в июне 1951 года и увидел свет в сентябре — вскоре после присуждения Фолкнеру Нобелевской премии. Он получил неоднозначные отзывы критиков: у многих вызвала вопросы экспериментальная форма, сочетающая черты романа и драмы, прозвучало мнение о том, что Фолкнер населил Йокнапатофу исключительно жестокими и аморальными людьми. При этом один из рецензентов назвал писателя «величайшим стилистом» американской литературы.
Альбер Камю с разрешения Фолкнера создал сценический вариант «Реквиема по монахине». Премьера состоялась в Париже 20 сентября 1956 года.